# Tvätt
För andra betydelser, se Tvätt (olika betydelser).

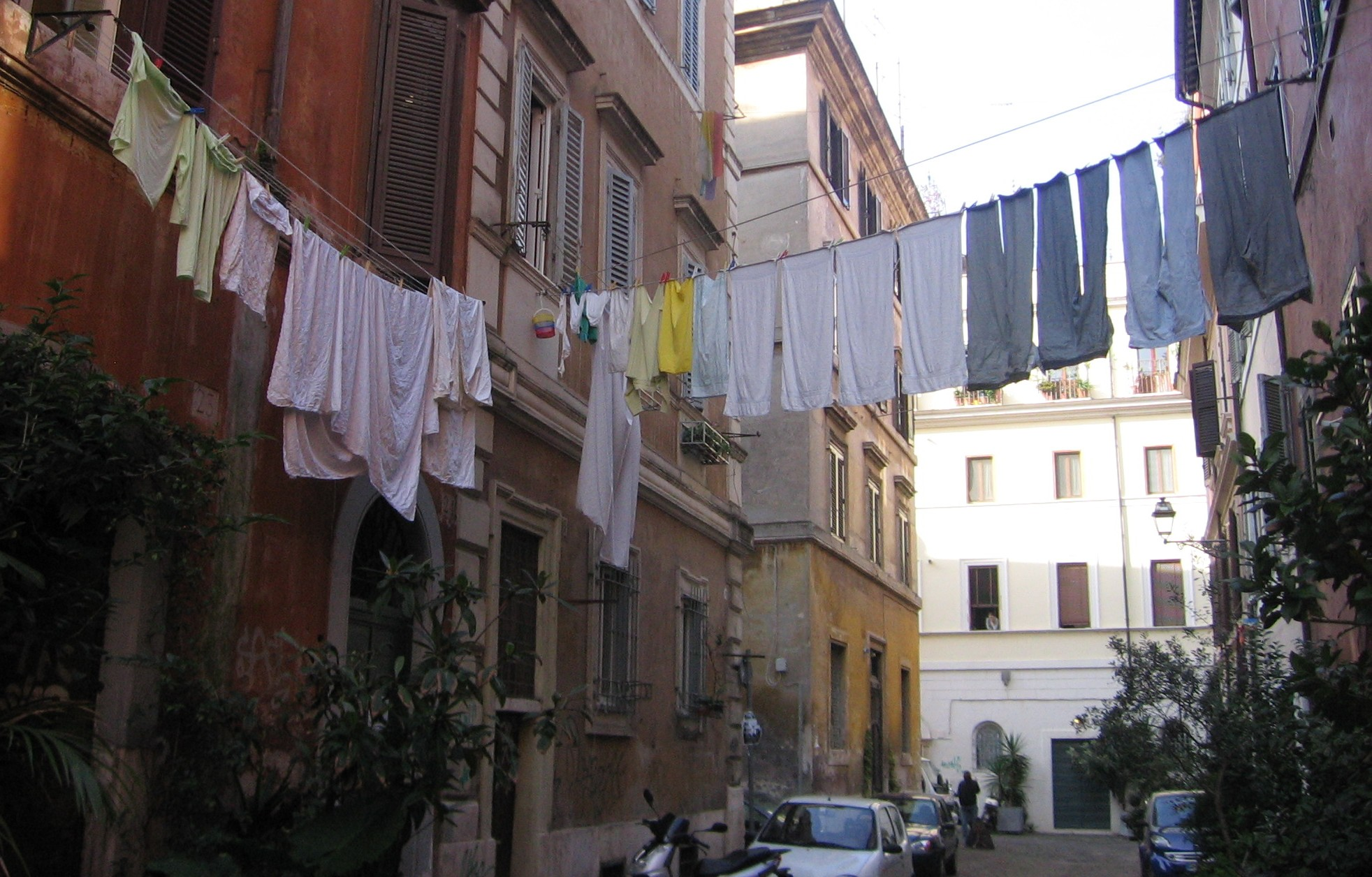
Tvätt på tork utomhus i Italien.

Tvätt eller byk är rengöring av textilier och särskilt kläder. Benämningen "tvätt" eller "byk" används även på tvättgodset före och efter tvätten, ofta i sammansättningar som smutstvätt, vittvätt och ren tvätt.
I rikssvenskan uppfattas ordet "byk" (med avledningar) som arkaiskt och som särskilt syftande på tvätt av sängkläder som kräver uppvärmt vatten.

## Tvätt av textilier

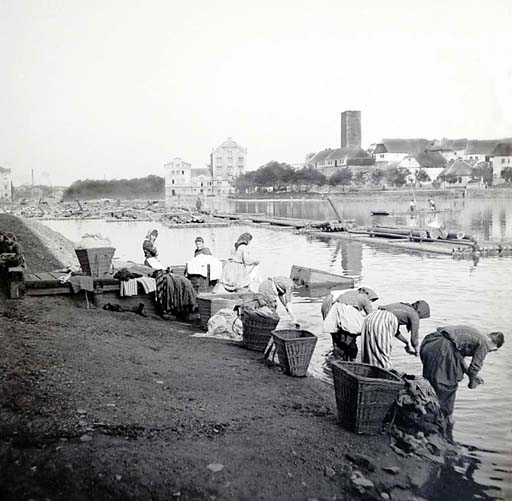
Kvinnor tvättar i floden i staden Kolín i dåvarande Österrike-Ungern (nuvarande Tjeckien), omkring 1893.

Under större delen av människans historia, och än idag för en mycket stor del av jordens befolkning, tvättas textilier för hand. I hushåll utan tillgång till tvättmaskin upptar tvätten därför mycket tid.

### Historia
Vid tvätt av textilier krävs riklig tillgång på vatten. Före den industriella revolutionen var det därför ofta tidsbesparande att ta med sig tvättgodset till en sjö eller ett vattendrag, exempelvis till en tvättbrygga, istället för att bära de mängder vatten som behövdes till hushållet.
Förr, och på många håll i världen än idag, handtvättades kläder med verktyg som tvättbräda och klappträ.
När allt fler började bo i flerfamiljshus byggdes gemensamma tvättstugor, med tvätthoar, tvättmaskiner, centrifuger, och ibland även torkrum och mangelrum. Sedermera tillkom annan teknik som exempelvis torktumlare och torkskåp. I städer inrättades även offentliga inrättningar där man mot betalning kan använda tvättmaskiner, så kallade tvättomater.
Ett museum som specifikt avhandlar tvättning är Hagalunds tvätterimuseum.

### Teknik

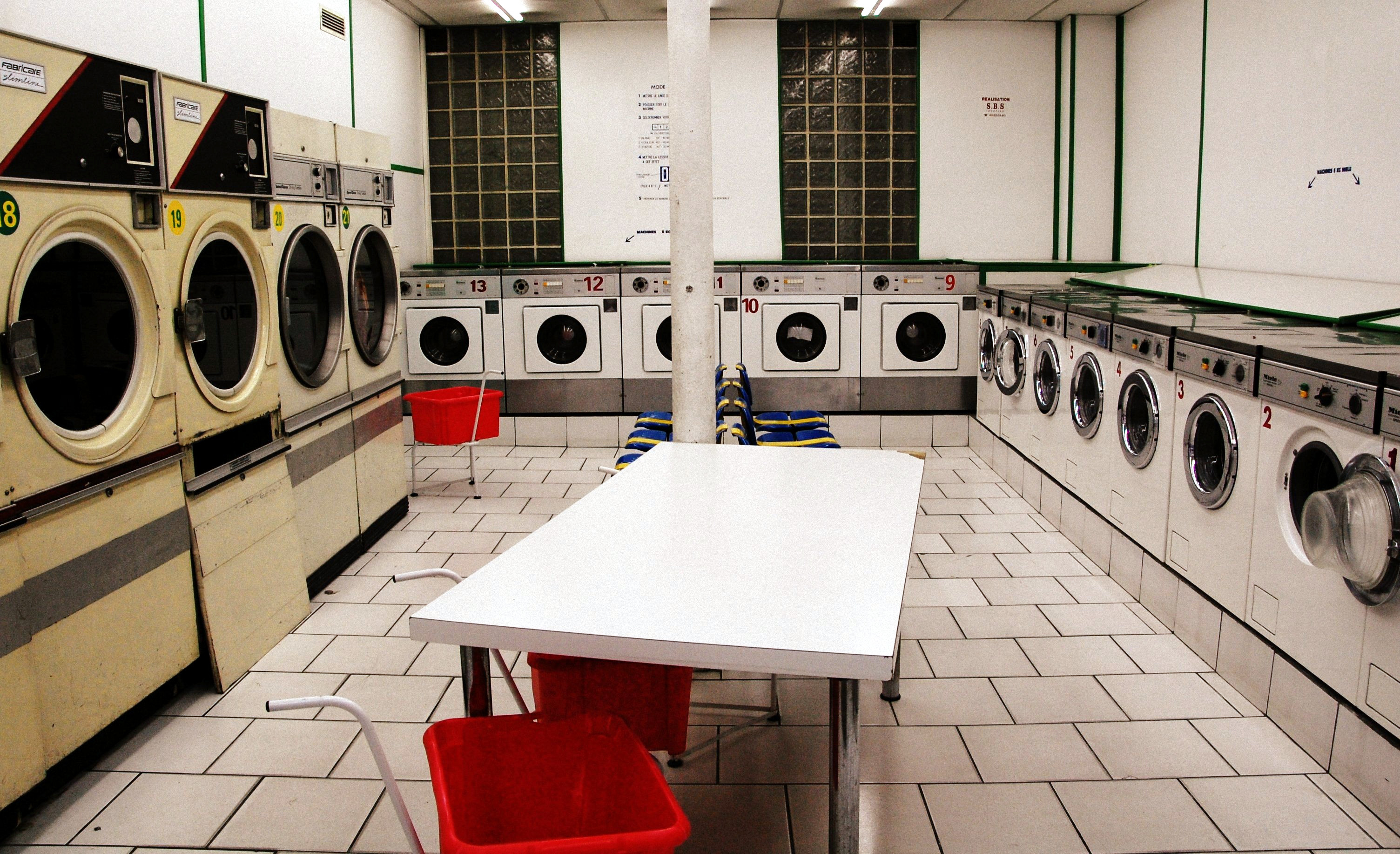
Tvättstuga, eventuellt tvättomat, i Paris.

Tvätt av kläder och hushållets textilier är förbundet med en stor mängd kunskap om olika materials tålighet och egenskaper vid blötläggning. Särskilt färgfällning och krympning samt arten av skrynklor som uppkommer är väsentliga att beakta vid val av tvättmetod och temperatur. Därtill kommer vilken torkmetod som är mest lämpad, alltifrån centrifugering, torktumling till torkning på plant underlag, eller på klädstreck upphängt med klädnypor. I kläder finns ofta tvättråd som indikerar vad plagget tål vad gäller värme och tvätteknik. 
Praktiska och skyddande arbetskläder, i hushållsmiljö ofta ett förkläde, kan bidra till att underlätta tvättarbetet.

#### Handtvätt

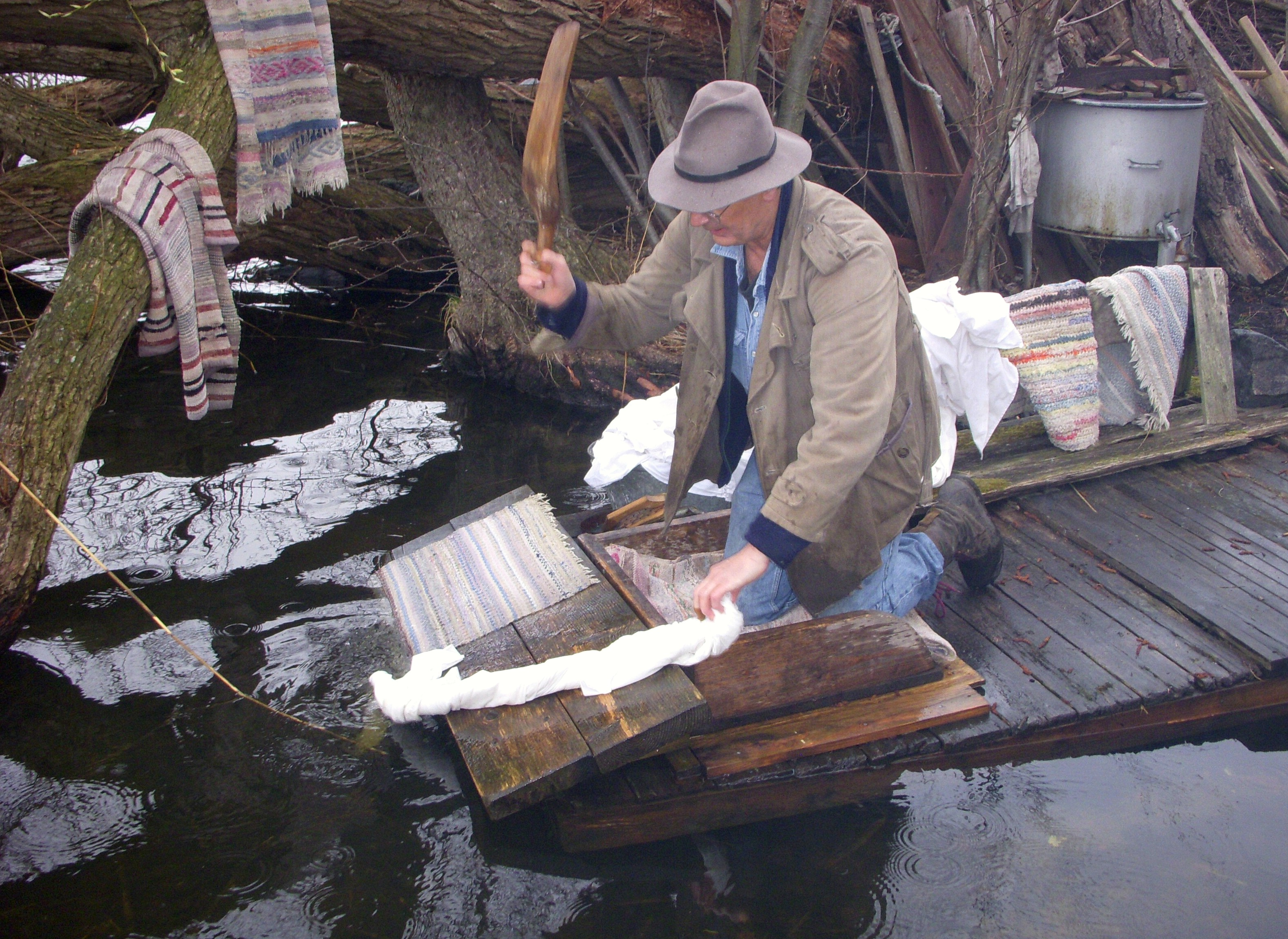
Vårbyk på Hagalunds tvätterimuseum.

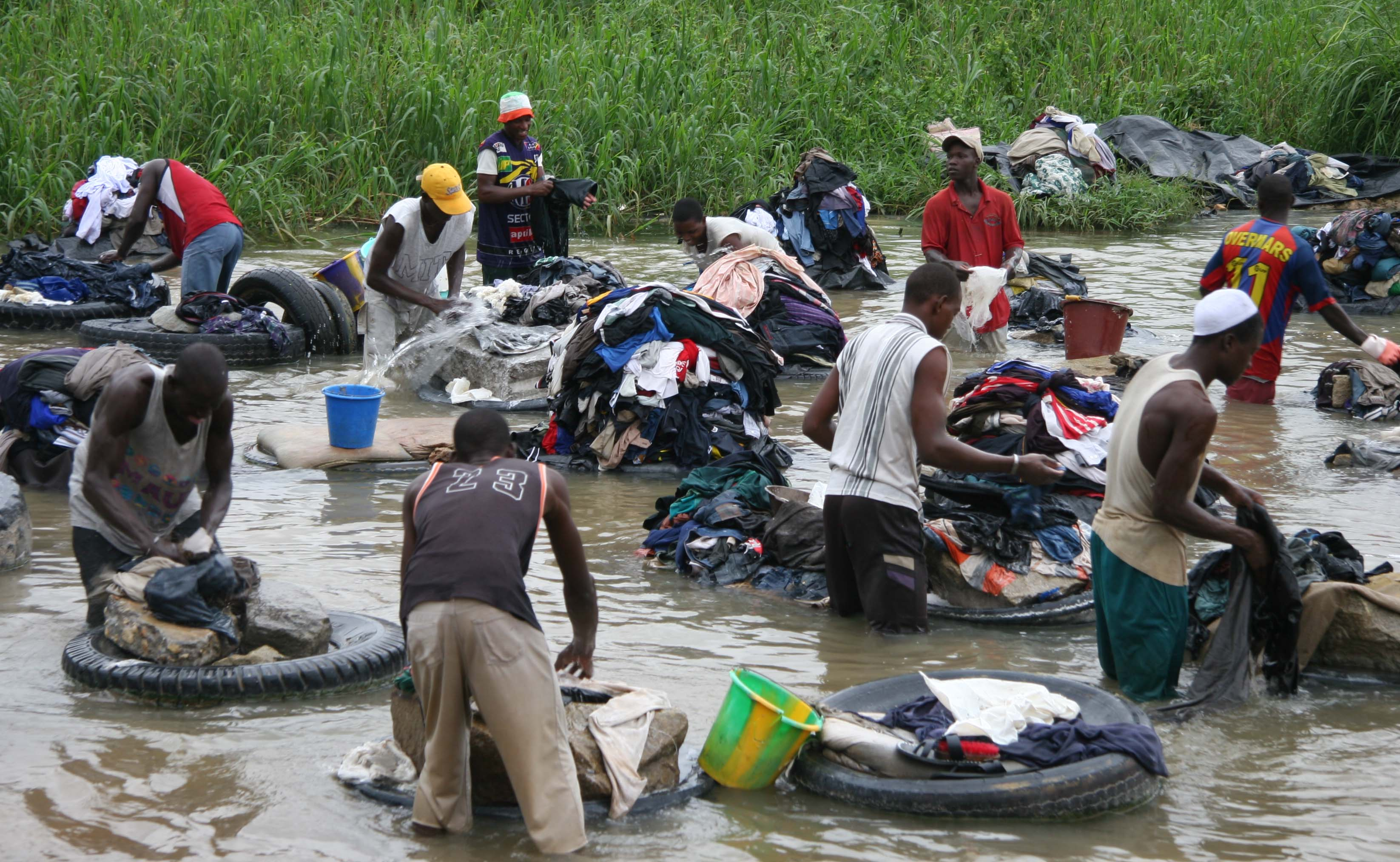
Tvätt i floden Abidjan på Elfenbenskusten.

Handtvätt är textiltvätt för hand. Som tvättmedel används till exempel handtvättmedel eller specifik tvål. Särskilt flytande tvättmedel brukar lämpa sig för handtvätt, eftersom det löser sig snabbare än pulver. Det kan förekomma viktiga upplysningar på förpackningarna som att man inte ska handtvätta om man har handsår eller känslig hy, att man rekommenderas att bära skyddshandskar eller att man bör tvätta händerna med tvål och vatten efter kontakt med tvättmedlet. Överdosering av tvättmedel kan göra det svårt att skölja bort tvättmedlet. Man bör undvika att gnugga hårdhänt och vrida ur textilierna, eftersom det kan skada dem. Är textilierna mycket nedsmutsade kan man istället blötlägga dem längre tid eller tvätta dem två gånger. De är fria från tvättmedel när det slutar bubbla vid sköljning i kallt eller ljummet vatten. Tvättmaskiner kan ha ett handtvättprogram och även det kräver försiktighet vid användning av tvättmedel.

### Yrkesmässig tvätt
En person som arbetar yrkesmässigt med tvätt, exempelvis på en kemtvätt kan kallas tvättbiträde. Förr (1800-talet) kallades kvinnor som professionellt tog hand om tvätt för tvätterska eller tvättmadam.

### Jämställdhetsaspekter
I den västerländska kulturen har tvätt betraktats som en kvinnlig sysselsättning och det är mycket vanligt att tvätten sköts av en kvinna även i familjer som delar upp hushållssysslorna mellan sig. Enligt Statistiska centralbyrån utförs i Sverige omkring 85 procent av hushållstvätten av kvinnor och omkring 15 procent av män.